# Agua Dulce (comté d'El Paso, Texas)
Pour les articles homonymes, voir Agua Dulce.
Agua Dulce est une census-designated place située dans le comté d'El Paso, dans l’État du Texas, aux États-Unis. Sa population s’élevait à 3 218 habitants lors du recensement de 2020.